# Lotta Schultz
Pour les articles homonymes, voir Schultz.
Eva Lotta Ingrid Sjöberg épouse Schultz (née le 23 février 1968 à Uppsala) est une cavalière suédoise de saut d'obstacles.

## Carrière
Soutenue par l'homme d'affaires Mats Persson, le couple est en conflit au sujet de la propriété de Calibra II après l'incendie de leur écurie ; finalement le tribunal reconnaît en 2008 que le cheval est la propriété d'Eva Sjöberg et Mickaël Schultz.
Lotta Schultz prend part d'abord aux Championnats d'Europe de saut d'obstacles 2007 à Mannheim où elle est 46e de l'épreuve individuelle et 5e de l'épreuve par équipes.
Lotta Schultz participe aux Jeux olympiques d'été de 2008 à Pékin. Elle est 19e de l'épreuve individuelle et 6e de l'épreuve par équipes.